# Pseudopostega divaricata
Pseudopostega divaricata là một loài bướm đêm thuộc họ Opostegidae. Nó được miêu tả bởi Donald R. Davis và Jonas R. Stonis, 2007. Nó được tìm thấy ở miền bắc Argentina.
Chiều dài cánh trước là 3.5–4.8 mm. Con trưởng thành bay vào tháng 1 và tháng 11.